# فرودگاه هیه
فرودگاه هیه (به انگلیسی: Heihe Airport) یک فرودگاه همگانی با کد یاتا HEK است . این فرودگاه در کشور چین قرار دارد و در ارتفاع ۳۱۲ متری از سطح دریا واقع شده‌است.

## شرکت‌های هواپیمایی و مقصدهای پروازی
| شرکت‌های هواپیمایی   | مقصدهای پروازی                |
| ------------------- | ----------------------------- |
| هواپیمایی شرقی چین  | هاربین تایپینگ، شانگهای پودنگ |
| هواپیمایی جنوبی چین | پکن، هاربین تایپینگ           |
| اوکی ایرویز         | هاربین تایپینگ، موهه گولیان   |